# Cofradía, Jalisco
Cofradía är en ort i Mexiko.   Den ligger i kommunen La Huerta och delstaten Jalisco, i den södra delen av landet, 600 km väster om huvudstaden Mexico City. Cofradía ligger 283 meter över havet och antalet invånare är 296.
Terrängen runt Cofradía är kuperad österut, men västerut är den platt. Runt Cofradía är det glesbefolkat, med 12 invånare per kvadratkilometer. Närmaste större samhälle är La Huerta, 8,4 km öster om Cofradía. I omgivningarna runt Cofradía växer i huvudsak lövfällande lövskog.